# عين النمر (وثائقي)
عين النمر المرقط  (بالإنجليزية: Eye of the Leopard)‏ هو فيلم وثائقي حول الطبيعة، قامت بإخراجه قناة ناشونال جيوغرافيك ويعرض قصة وحياة نمرة (أنثى) صغيرة حتى كبرها، وتم تسميتها ليغاديما (Legadema).
روى الفيلم الممثل الإنجليزي جيرمي أيرونز (الذي قام أيضا بتمثيل صوت سكار في فيلم الأسد الملك سنة 1994)، وفي سنة 2011، قام أيرونز بأخد دور الراوي في الوثائقي التابع لناشونال جيوغرافيك أخر الأسود.

تم تصوير الفيلم في دلتا اوكافنغو في بوتسوانا في القارة الإفريقية على مدى ثلاث سنوات ونصف.

## قصة ليغاديما وقرد البابون
الفقرة أسفله موثقة ومستمدة بالفيديو التابع لقناة ناشونال جيوغرافيك  

عند تصوير فريق ناشونال جيوغرافيك (تحديدا المصور ديريك جوبرت) لليغاديما، حدثت واقعة مفاجأة في عالم الحيوان، حيث في إحدى ليالي الشتاء، هاجمت ليغاديما قردا من فصيلة البابون وقتلته وسحبته لافتراسه، وأثناء ذلك سمعت صوتاً خافتاً لقرد بابون حديث الولادة، وتوقع المصور ديريك أن تأخذ الطبيعة مجراها، ولكن ما حصل بعد ذلك كان مفاجأة مخالفة للطبيعة، حيث لحق القرد الصغير ليغاديما معتقدا بأنها أمه، وهنا حملت ليغاديما صغير البابون إلى أعلى شجرة لحمايته من الضباع التي تجمعت بعد اشتمامها رائحة دم قرد البابون الكبير، وبدأت ليغاديما بحضن قرد البابون الصغير وأثناء الليل، وقع القرد عدة مرات من الشجرة وكان كل مرة يقع فيها تنزل ليغاديما لحمله ثانية لأعلى الشجرة وحسب فريق ناشونال جيوغرافيك فإن ليغاديما لم تنم تلك الليلة وقامت بحماية صغير قرد البابون. وعند شروق الشمس نظرت ليغاديما إلى صغير البابون فوجدته بلا حراك وتبين أنها أدركت أنه قد توفي ومضت في طريقها مترنحة حسب قول فريق القناة الموجود على عين المكان والذي تناوب على مراقبتها تلك الليلة. وبعد ذلك كشف طاقم التصوير عن القرد فوجدوا أنه مات من البرد.

## روابط خارجية
- عين النمر على موقع IMDb (الإنجليزية)
- عين النمر على موقع نتفليكس (الإنجليزية)
- عين النمر على موقع فيلمافينيتي (الإسبانية)
- عين النمر على موقع قاعدة بيانات الفيلم (الإنجليزية)
- عين النمر على موقع ليتربوكسد (الإنجليزية)
- عين النمر على موقع كينوبويسك (الروسية)

- فيديو عملية إنقاذ صغير قرد البابون من قبل ليغاديما (على اليوتيوب مصور من قبل فريق ناشونال جيوغرافيك)